# Liste des dalaï-lamas
 (août 2022).
Cette page contient des caractères spéciaux ou non latins. S’ils s’affichent mal (▯, ?, etc.), consultez la page d’aide Unicode.

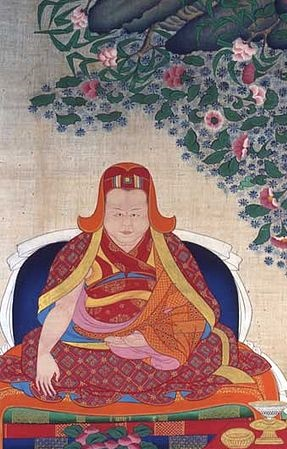
4e dalaï-lama

Le dalaï-lama (tibétain : ཏཱ་ལའི་བླ་མ་, Wylie : tala'i blama) est reconnu par les bouddhistes tibétains comme étant le plus haut chef spirituel du Tibet. Certains ont été les chefs temporels du gouvernement du Tibet depuis le règne du 5e dalaï-lama au XVIIe siècle jusqu'à celui de l'actuel et 14edalaï-lama durant les années 1950, puis chef du gouvernement tibétain en exil du 29 avril 1959 au 28 mars 2011. Le 14e dalaï-lama a œuvré pour que les Tibétains s'émancipent, en leur apportant une éducation à la démocratie à l'aide du Centre tibétain pour les droits de l'homme et la démocratie et en quittant le devant de la scène politique. Il renonce à sa fonction de chef du gouvernement tibétain en exil en 2011, laissant place au Premier ministre tibétain Lobsang Sangay et se concentre sur sa fonction spirituelle. Il conserve cependant une influence politique et envisage de se retirer définitivement de la vie politique quand un accord sur le Tibet sera conclu avec la Chine.
Le dalaï-lama appartient à l'école Gelugpa, fondée par Tsongkhapa. C'est Sonam Gyatso, 3e de la lignée, qui le premier reçut, du khan mongol Altan Khan, le titre de « dalaï-lama », qui s'appliqua rétroactivement à ses deux prédécesseurs. Il s'agit d'une combinaison de Dalaï, traduction en mongol du tibétain gyatso (« océan » [de sagesse]), et du terme tibétain honorifique lama, qui signifie gurû en sanskrit ou maître spirituel en français. Le nom Gyatso est en deuxième partie de chacun des noms, hormis le premier : en fait c'est le nom Gendun qui aurait dû être transmis à chaque génération.

## Liste
| Portrait       | Nom de naissance                                                     | Nom bouddhiste                                                                               | Dates de naissance et de mort | Règne     | Lieu de naissance                                                             |
| -------------- | -------------------------------------------------------------------- | -------------------------------------------------------------------------------------------- | ----------------------------- | --------- | ----------------------------------------------------------------------------- |
| 1er dalaï-lama | Pema Dorjé                                                           | tibétain : དྒེ་འདུན་འགྲུབ་, Wylie : dGe-'dun grub-pa, THL : Gendun Drub                           | 1391-1475                     | —         | Tsang, Tibet près de Sakya à Gyurmey Rupa (gtsang shab stod)                  |
| 2e dalaï-lama  | Sangye Phel                                                          | tibétain : དགེ་འདུན་རྒྱ་མཚོ་, Wylie : gGe-'dun rgya-mtsho, THL : Gendun Gyatso                    | 1476-1542                     | —         | Tsang, Tibet près de Shigatse à Tanag Sekme (gtsang rta nag rdo rje gdan)     |
| 3e dalaï-lama  | Ranusi Chopal Zangpo                                                 | tibétain : བསོད་ནམས་རྒྱ་མཚོ་, Wylie : bSod-nams rgya-mtsho, THL : Sonam Gyatso                   | 1543-1588                     | —         | Tsang, Tibet à Tolung près de Lhassa (Stod lung rtse dga khang gsar)          |
| 4e dalaï-lama  |                                                                      | tibétain : ཡོན་ཏན་རྒྱ་མཚོ་, Wylie : Yon-tan rgya-mtsho, THL : Yonten Gyatso                      | 1589-1617                     | —         | Chahar, Mongolie                                                              |
| 5e dalaï-lama  |                                                                      | tibétain : ངག་དབང་བློ་བཟང་རྒྱ་མཚོ་, Wylie : Ngag-dbang blo-bzang rgya-mtsho, THL : Lobsang Gyatso | 1617-1682                     | 1642-1682 | Tsang, Tibet sud de Lhassa à Lhoka Chingwar Taktse (vphyong-rgyas)            |
| 6e dalaï-lama  | Sangngag Tenzin                                                      | tibétain : ཚངས་དབྱངས་རྒྱ་མཚོ་, Wylie : tshang-dbyangs rgya-mtsho, THL : Tsangyang Gyatso         | 1683-1706                     | —         | Mon Tawang, Tibet (Mon la vog yul gsum), (maintenant Arunachal Pradesh, Inde) |
| 7e dalaï-lama  |                                                                      | tibétain : བསྐལ་བཟང་རྒྱ་མཚོ་, Wylie : bsKal-bzang rgya-mtsho, THL : Kelzang Gyatso               | 1708-1757                     | 1751-1757 | Kham, Tibet à Litang                                                          |
| 8e dalaï-lama  |                                                                      | tibétain : འཇམ་དཔལ་རྒྱ་མཚོ་, Wylie : 'jam-dpal rgya-mtsho, THL : Jamphel Gyatso                 | 1758-1804                     | 1781-1788 | gtsang thob rgyal lha ri sgang                                                |
| 9e dalaï-lama  |                                                                      | tibétain : ལུང་རྟོགས་རྒྱ་མཚོ་, Wylie : Lung-rtogs rgya-mtsho, THL : Lungtok Gyatso                 | 1806-1815                     | —         | près de ldan chos                                                             |
| 10e dalaï-lama |                                                                      | tibétain : ཚུལ་ཁྲིམས་རྒྱ་མཚོ, Wylie : Tshul-khrims rgya-mtsho, THL : Tsultrim Gyatso་              | 1816-1837                     | —         | Kham, Tibet à Litang                                                          |
| 11e dalaï-lama |                                                                      | tibétain : མཁས་གྲུབ་རྒྱ་མཚོ་, Wylie : mKhas-grub rgya-mtsho, THL : Khendrup Gyatso                | 1838-1856                     | —         | Mi-nyag                                                                       |
| 12e dalaï-lama |                                                                      | tibétain : འཕྲིན་ལས་རྒྱ་མཚོ་, Wylie : 'Phrin-las rgya-mtsho, THL : Trinley Gyatso                 | 1857-1875                     | —         | vol dga rdzing phyi                                                           |
| 13e dalaï-lama |                                                                      | tibétain : ཐུབ་བསྟན་རྒྱ་མཚོ་, Wylie : Thub-bstan rgya-mtsho, THL : Thubten Gyatso                 | 1876-1933                     | 1895-1933 | dwags po glang bdun (Thakpo Langdun)                                          |
| 14e dalaï-lama | tibétain : ལྷ་མོ་དོན་འགྲུབ་, Wylie : lha mo don grub, THL : Lhamo Dhondup | tibétain : བསྟན་འཛིན་རྒྱ་མཚོ, Wylie : bsTan-'dzin rgya-mtsho, THL : Tenzin Gyatso་                | 1935-                         | 1950-2011 | Amdo, Tibet à Taktser près de Kumbum (sku 'bum), (Hongya, Qinghai)            |